# Union (Contea di Adams, Pennsylvania)
Union  è una township degli Stati Uniti d'America, nella Contea di Adams, Pennsylvania. Secondo il censimento del 2000 la popolazione è di 3 148 abitanti.

## Società

### Evoluzione demografica
La composizione etnica vede una prevalenza della razza bianca (97,0%).